# Jetalsar
Jetalsar är en ort i Indien.   Den ligger i distriktet Rājkot och delstaten Gujarat, i den västra delen av landet, 1 000 km sydväst om huvudstaden New Delhi. Jetalsar ligger 103 meter över havet och antalet invånare är 14 771.
Terrängen runt Jetalsar är platt. Runt Jetalsar är det tätbefolkat, med 276 invånare per kvadratkilometer. Närmaste större samhälle är Jetpur, 7,0 km nordost om Jetalsar. Trakten runt Jetalsar består till största delen av jordbruksmark.